# Parasteatoda lunata
Parasteatoda lunata (Clerck, 1757) è un ragno appartenente alla famiglia Theridiidae.

## Distribuzione
La specie è stata rinvenuta in varie località della regione paleartica.

## Tassonomia
Non sono stati esaminati esemplari di questa specie dal 2011.
Attualmente, a dicembre 2013, è nota una sola sottospecie:
- Parasteatoda lunata serrata (Franganillo, 1930) - Cuba